# Robert Gemert
Robert Gemert (Paramaribo, 7 augustus 1951) is een Surinaams oud-voetballer. Hij  speelde in Canada.

## Carrière
Gemert speelde in 1976 voor Toronto Metros-Croatia in de North American Soccer League. Hij speelde voor de club ook in het zaalvoetbal. In 1977 speelde hij met Toronto Italia in de National Soccer League. In 1978 kwam hij opnieuw uit in de NASL bij de club Rochester Lancers. Op 19 april 1978 ontsloeg de Lancers hem en vervolgde hij de rest van het seizoen bij de Buffalo Blazers in de NSL.
In de winter van 1979 speelde hij met de Buffalo Stallions in de Major Indoor Soccer League. In 1981 ging hij naar de Hamilton Steelers in de NSL. In 1989 speelde hij nog een seizoen bij Hamilton in de Canadian Soccer League.